# Утраченный символ (сериал)
«Утраченный символ» (англ. Dan Brown’s The Lost Symbol) — американский телевизионный сериал, приквел фильмов «Код да Винчи», «Ангелы и демоны» и «Инферно», отчасти основанный на одноимённом романе Дэна Брауна. Главные роли в нём сыграли Эшли Цукерман, Эдди Иззард, Вэлори Керри, Бо Напп, Рик Гонсалес, Сумали Монтано. Премьера состоялась 16 сентября 2021 года.

## Сюжет
Сериал рассказывает о молодых годах Роберта Лэнгдона — главного героя ряда романов Дэна Брауна. При этом известно, что одной из литературных основ сценария стал роман Брауна «Утраченный символ». Главный герой пытается найти своего наставника, которого похитили.

## В ролях
Главные роли
- Эшли Цукерман — Роберт Лэнгдон, профессор символики из Гарварда;
- Эдди Иззард — Питер Соломон, наставник Роберта, муж Изабель, отец Кэтрин и Закари, масон, член группы Левиафан;
- Вэлори Керри — Кэтрин Соломон, дочь Питера и Изабель, сестра Закари, учёная;
- Бо Напп — Закари Соломон / Малах;
- Рик Гонсалес — Альфонсо Нуньес, полицейский Капитолия, муж Зои;
- Сумали Монтано — Иноуе Сато, директор службы безопасности ЦРУ.

Второстепенные роли
- Сэмми Ротиби — Адаму, агент ЦРУ;
- Кинэн Джоллифф — Закари Соломон, сын Питера и Изабель, брат Кэтрин;
- Рауль Банеджа — Николас Бастин, уборщик Капитолия, муж Софи, пособник Малаха;
- Лаура де Картере — Изабель Соломон, жена Питера, мать Кэтрин и Закари;
- Тайрон Бенскин — Уоррен Беллами, архитектор Капитолия, друг Питера, масон, член группы «Левиафан»;
- Грег Брайк — Эллисон Блейк, офицер ЦРУ, непосредственный начальник Сато;
- Стив Камин — Джонатан Кнопп, масон, член группы «Левиафан»;
- Марк Гиббон — Бенджамин Йорк / Самьяза, сокамерник Закари в турецкой тюрьме.

Гостевые роли
- Гия Сандху — Шарлотта Соджани, агент ЦРУ;
- Эмили Пиггфорд — Триш, ассистентка и подруга Кэтрин;
- Тамара Дуарте — Зои Нуньес, жена Альфонсо;
- Далаль Бадр — Софи Бастин, жена Николаса, пособница Малаха, фармацевт;
- Бен Карлсон — Уильям Остерман, масон, член группы «Левиафан», изобретатель устройства «Каскад»;
- Бац Ресинос — хакер, пособник Малаха.

## Список эпизодов
| №  | Название                                       | Режиссёр               | Автор сценария                   | Дата премьеры    |
| -- | ---------------------------------------------- | ---------------------- | -------------------------------- | ---------------- |
| 1  | «As Above, So Below» «Как сверху, так и снизу» | Дэн Трахтенберг        | Дэн Дворкин и Джей Битти         | 16 сентября 2021 |
| 2  | «The Araf» «Чистилище»                         | Матиас Хендл           | Дэн Дворкин и Джей Битти         | 23 сентября 2021 |
| 3  | «Murmuration» «Шум»                            | Матиас Хендл           | Дэвид Х. Гудман                  | 30 сентября 2021 |
| 4  | «L'Enfant Orientation» «Координаты Ланфана»    | Феликс Энрикез Алькала | Салли Патрик                     | 7 октября 2021   |
| 5  | «Melencolia I» «Меланхолия»                    | Феликс Алькала         | Бруста Браун и Джон Митчелл Тодд | 14 октября 2021  |
| 6  | «Diophantine Pseudonym» «Псевдоним Диофанта»   | Кейт Вудс              | Карлос Фолья                     | 21 октября 2021  |
| 7  | «Noögenesis» «Ноогенезис»                      | Борис Мойсовски        | Лорен Конн                       | 28 октября 2021  |
| 8  | «Cascade» «Каскад»                             | Кейт Вудс              | Эндрю Сайто                      | 4 ноября 2021    |
| 9  | «Order Eight» «Правило восьми»                 | Неизвестно             | Неизвестно                       | 11 ноября 2021   |
| 10 | «Resonance» «Резонанс»                         | Неизвестно             | Неизвестно                       | 18 ноября 2021   |

## Создание и релиз
О начале работы над проектом стало известно в 2019 году. Сериал стал совместным продуктом Imagine Entertainment, CBS Television Studios и Universal Television Studios и создавался для стримингового сервиса National Broadcasting Company Peacock, причём изначально должен был называться «Лэнгдон». Одним из исполнительных продюсеров стал Рон Ховард, режиссёр всех трёх предыдущих экранизаций романов Брауна, шоураннером и исполнительным продюсером — Дэниел Чероне. Другие исполнительные продюсеры — Дэн Браун, Брайан Грейзер, Фрэнси Кальфо, Сэми Фалви и Анна Калп.
В марте 2020 года стало известно, что Роберта Лэнгдона сыграет Эшли Цукерман. В июне к актёрскому коллективу присоединились Эдди Иззард и Вэлори Керри (Питер и Кэтрин Соломоны соответственно), Бо Напп, Рик Гонсалес и Сумали Монтано. Съёмки проходили в канадском Торонто с июня по октябрь 2021 года.
В мае 2021 года появился первый трейлер сериала. Премьерный показ продолжался с 16 сентября по 18 ноября 2021 года. По его завершении сериал не был продлён на второй сезон: «История закончилась», — уточнили в связи с этим в Peacock.

## Оценки
На сайте-агрегаторе рецензий Rotten Tomatoes рейтинг сериала составил 50 % со средней оценкой 6,5 из 10. Критики с этого сайта констатировали, что «Утраченный символ» мог бы стать интересным дополнением к истории Роберта Лэнгдона, если бы не «плоский сценарий и странный темп повествования», уничтожившие весь потенциал шоу. На сайте Metacritic «Утраченный символ» получил средневзвешенную оценку 53 из 100, что указывает на «смешанные или средние отзывы».
Обозреватель «Газеты.ру» написал в своей рецензии, что «Утраченный символ» — самый слабый роман Дэна Брауна, и что его экранизация в формате сериала — очень плохая идея. Из-за «искусственного многократного замедления» зритель начинает замечать многочисленные условности и несостыковки в сюжете, разработка психологии героев ничего не даёт, появляются «прямолинейная околофантастика и эзотерика».